# Manfred Bieler

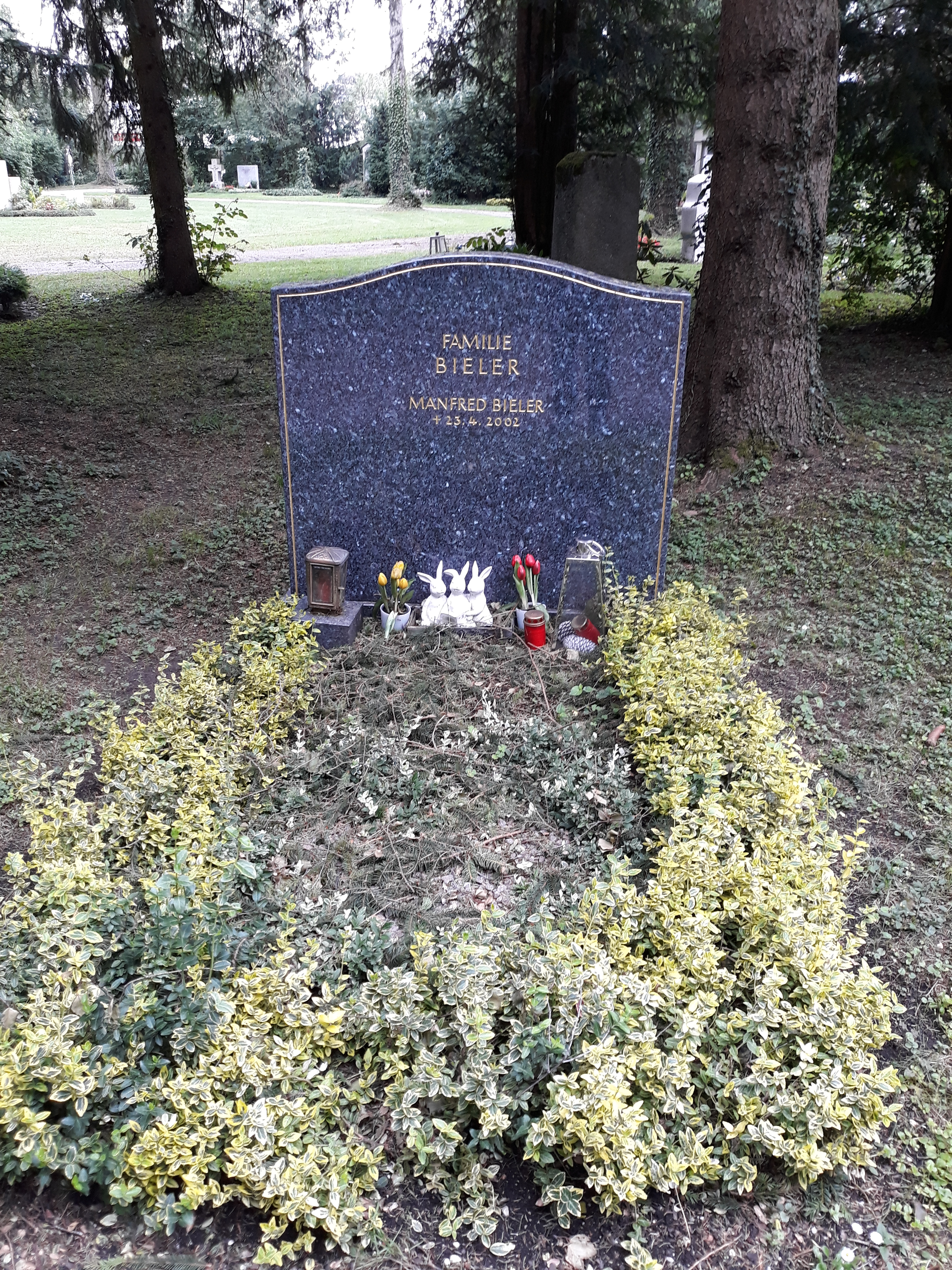
Manfred Bieler sírja a müncheni Obermenzing temetőben. (Nyulakkal)

Manfred Bieler (Zerbst (Anhalt), 1934. július 3. – München, 2002. április 23.) német író, rádiójáték- és televíziójáték-szerző.

## Élete
A dessaui Philanthropinum elvégzése után Bieler germanisztikát tanult a berlini Humboldt Egyetemen. 1955-ben Der Vogelherd című elbeszéléséért elnyerte a varsói Világifjúsági és diáktalálkozó díját. 1956 és 1957 között a Német Írószövetség tudományos segédmunkatársa volt. 1956-ban Heinz Kahlauval, Manfred Streubellel és Jens Gerlachhal együtt kampányolt az NDK-ban a nagyobb kulturális szabadságért. Miután a Neues Deutschland című lapban azzal vádolták, hogy az Ernst Bloch és Hans Mayer köré szerveződő csoporthoz tartozik, kizárták az Írószövetségből.
Bieler ezután kiterjedt utazásokat tett Európa-szerte és egészen Új-Fundlandig. Barátjával, Johannes Bobrowskival 1962-ben tréfásan megalapította az Új Friedrichshageni Költők Körét (Neuer Friedrichshagener Dichterkreis). Wolfgang Beck rádiójáték-dramaturggal különösen termékeny együttműködésben a hatvanas évek közepéig eredeti rádiójátékok egész sorát készítette az NDK rádió számára, amelyek nemzetközi sikert is arattak. 1965-ben feleségül vett egy cseh nőt, és Prágába költözött. A berlini Volksbühnéhez benyújtott Zaza című színdarabját a SED Központi Bizottságának Politikai Irodája hevesen bírálta. 1965 nyarán elkészült a Manfred Bieler forgatókönyve alapján Kurt Maetzig rendezésében a Das Kaninchen bin ich (A nyúl én vagyok) című DEFA-film, amelynek vetítési engedélyét azonban visszavonták. A SED Központi Bizottságának 1965. decemberi 11. plenáris ülése után a filmet betiltották, és csak 1989 decemberében mutatták be a Művészeti Akadémián. A DEFA 1965-ös kritikus filmes produkcióit Sindermann „nyúlfilmeknek” bélyegezte.
1967-ben csehszlovák állampolgár lett, 1968-ban pedig belépett a Cseh Írószövetségbe. Miután a Varsói Szerződés csapatai megszállták Prágát, a Német Szövetségi Köztársaságba költözött. 1969-ben vendégelőadó volt a Texasi Egyetemen, és megkapta az Andreas Gryphius-díjat. 1971-ben a Német Szövetségi Köztársaság állampolgára lett. 1971-ben megkapta a bajor művészeti díjat, 1977-ben pedig a Jakob Kaiser-díjat. Bieler utoljára Münchenben élt; két gyermeket hagyott hátra.

## Könyvei
- Der Vogelherd, elbeszélés, 1955
- Der Schuß auf die Kanzel oder Eigentum ist Diebstahl, paródiák, Eulenspiegel. Berlin 1958
- Zaza, színdarab, 1964/65
- Bonifaz oder Der Matrose in der Flasche, regény, Aufbau. Berlin 1963
- Märchen und Zeitungen, Aufbau. Berlin 1966
- Drei Rosen aus Papier, hangjátékok, Reclam. Leipzig 1967
- Der junge Roth, elbeszélések, Biederstein. München 1968
- Maria Morzeck oder Das Kaninchen bin ich, regény, Biederstein. München 1969
- Vater und Lehrer, hangjáték, Reclam. Stuttgart 1970
- Der Passagier, elbeszélés, Biederstein. München 1971. ISBN 3-7642-0147-9
- Der Hausaufsatz, hangjáték, Reclam. Stuttgart 1974. ISBN 3-15-009713-4
- Mein kleines Evangelium, Herder. Freiburg 1974. ISBN 3-451-16985-1
- Der Mädchenkrieg, regény, Hoffmann und Campe. Hamburg 1975. ISBN 3-455-00351-6
- Der Kanal, regény, Knaus. Hamburg 1978. ISBN 3-8135-0508-1
- Ewig und drei Tage, regény, Knaus. Hamburg 1980. ISBN 3-8135-0363-1
- Preußische Nacht, Knaus. Hamburg 1981. ISBN 3-8135-6661-7
- Der Bär, regény, Hoffmann und Campe. Hamburg 1983. ISBN 3-455-00357-5
- Walhalla, irodalmi paródiák, Hoffmann u. Campe. Hamburg 1988. ISBN 3-455-01905-6
- Still wie die Nacht, egy gyermek emlékiratai, Hoffmann u. Campe. Hamburg 1989. ISBN 3-455-00358-3
- Naïda, Összegyűjtött történetek, Hoffmann und Campe. Hamburg 1991. ISBN 3-455-00359-1
- Maria Morzeck oder Das Kaninchen bin ich, regény, Jaron Verlag. Berlin 2024 ISBN 978-3-89773-979-6

### Magyarul megjelent
- Bonifác, avagy matróz a palackban (Bonifaz oder Der Matrose in der Flasche) – Európa, Budapest, 1965 · Fordította: Sárközy Elga · Illusztrálta: Gyulai Líviusz

## Fordítás
- Ez a szócikk részben vagy egészben  a   Manfred Bieler című német Wikipédia-szócikk fordításán alapul.  Az eredeti cikk szerkesztőit annak laptörténete sorolja fel. Ez a jelzés csupán a megfogalmazás eredetét és a szerzői jogokat jelzi, nem szolgál a cikkben szereplő információk forrásmegjelöléseként.